# Бранко Брнович
Бранко Брнович (чорн. Branko Brnović / Бранко Брновић, нар. 8 серпня 1967, Подгориця) — югославський та чорногорський футболіст, що грав на позиції захисника. По завершенні ігрової кар'єри — тренер.
Виступав за «Будучност» з рідного міста, белградський «Партизан», «Еспаньйол» і чорногорський «Ком». Також виступав за молодіжну і національну збірну соціалістичної Югославії і збірну Союзної Республіки Югославія. Переможець молодіжного чемпіонату світу 1987, фіналіст молодіжного чемпіонату Європи 1990 і учасник чемпіонату світу 1998 року.
Після завершення кар'єри професійного футболіста став асистентом головного тренера збірної Чорногорії. У вересні 2011 року після звільнення Златко Кранчара очолив збірну Чорногорії, з якою працював до 2015 року.

## Клубна кар'єра
Першим професійним клубом Бранко стала тітоградська «Будучност». У 1991 році Брнович перейшов в один з провідних клубів Югославії, «Партизан». У сезоні 1992/93 він з «Партизаном» виграв чемпіонат Союзної Республіки Югославії, а Бранко забив у тому сезоні 6 м'ячів. А наступного сезону команда виграла «золотий дубль».
У 1994 році Бранко підписав контракт з «Еспаньйолом». Провівши у складі каталонського клубу шість сезонів, в 2000 році Бранко вирішив закінчити свою кар'єру, оскільки не був гравцем основного складу і у останньому сезоні 1999/00 провів лише одну гру у складі «папуг» в Ла Лізі, а його клуб того сезону здобув Кубок Іспанії.
В 2006 році у віці 40 років, Брнович повернувся у професійний футбол, провівши історичний перший сезон чемпіонату Чорногорії у складі столичного клубу «Ком».

## Виступи за збірні
Брнович виступав у складі молодіжної збірної Югославії з якою став переможцем чемпіонату світу 1987 року і фіналістом чемпіонату Європи 1990 року. У складі національної збірної Югославії дебютував 20 вересня 1989 року в товариському матчі проти Греції (3:0) і брав участь у матчах відбіркового турніру до чемпіонату Європи 1992 року, за результатами якого збірна мала поїхати на Євро-1992, втім через початок громадянської війни і введені санкції проти країни це право в неї забрали.
Після розпаду Югославії Брнович викликався в збірну Союзної Республіки Югославія. Зіграв 7 матчів в ході успішного відбіркового турніру до чемпіонату світу 1998 року. В 1998 році головним тренером національної збірної Слободаном Сантрачем був включений в заявку на чемпіонат світу у Франції, де провів три матчі. Матч 1/8 фіналу проти Нідерландів (1:2) став його останнім у складі збірної, в якій провів 21 матч, забивши 3 голи.

## Кар'єра тренера
5 березня 2007 року став помічником головного тренера новоствореної збірної Чорногорії.
У вересні 2011 року після поразки в матчі відбіркового турніру до чемпіонату Європи 2012 року від аутсайдера групи «G» збірної Уельсу (1:2), головний тренер збірної Чорногорії Златко Кранчар був відправлений у відставку. Після цього головним тренером команди був призначений Брнович. 7 жовтня 2011 року збірна Чорногорії провела перший матч під керівництвом Брновича проти збірної Англії. Програючи по ходу матчу 0:2, чорногорці завдяки зусиллям Зверотича і Делибашича зуміли зрівняти рахунок. У паралельній грі швейцарці програли Уельсу і втратили шанси наздогнати Чорногорію в турнірній таблиці. В останній грі, яка нічого не вирішувала, чорногорці програли збірній Швейцарії (0:2) і вперше в історії вийшли в стикові матчі. Однак у стикових матчах чорногорці поступилися збірній Чехії (0:2 і 0:1) і не зуміли пробитися на чемпіонат Європи 2012 року .
В подальшому під керівництвом Брановича збірна зайняла третє місце у відборі на чемпіонат світу 2014 року і четверте місце у відборі на Євро-2016, не пробившись на жоден з цих турнірів, після цього 17 грудня 2015 року було оголошено, що контракт Брновича, який закінчувався наприкінці року, не буде поновлений.

## Титули і досягнення
Гравець
- Чемпіон Союзної Республіки Югославія: 1992/93, 1993/94
- Володар Кубка Югославії: 1991/92
- Володар Кубка Союзної Республіки Югославія: 1993/94
- Володар Кубка Іспанії: 1999/00
- Чемпіон світу серед молоді: 1987

Тренер
- Володар Кубка Чорногорії: 2018/19